# 平林剛 (政治家)
平林 剛（ひらばやし たけし、1921年10月10日 - 1983年2月9日）は、日本の政治家。位階は正三位勲一等、勲章は旭日大綬章。参議院議員（2期）、衆議院議員（6期）を歴任した。

## 来歴・人物
長野県上田市（旧小県郡丸子町）生まれ。小学校時に東京市板橋区に転居。旧制府立四中を経て、早稲田大学専門部法科入学後、1939年日本専売公社入社。全専売労働組合委員長を経て、1953年4月の第3回参議院議員通常選挙の全国区に左派社会党から立候補するが、次点で落選。この選挙の際、栃木県佐野市の投票所において、平林の所属政党名が日本共産党と誤って表示されていたことが明らかになり、1954年9月には下位当選者6名の当選が取り消された。翌10月には佐野市において、全国区の再選挙が行われ、その結果、前年の選挙で最下位当選者だった楠見義男（緑風会）の票を上回り、初当選。2期務めるが、1962年の参議院議員選挙では落選。
1963年11月、衆議院議員選挙に当時の神奈川3区から立候補し当選（のち分区で神奈川5区からの立候補となる）。1975年、委員長成田知巳の下で党国会対策委員長に就任。社会党内では最初、左派の佐々木更三派に属したが穏健な人柄で知られた。1977年、成田委員長の退任に伴い、国会対策委員長を退任（後任は田邊誠）。1979年の衆議院議員選挙では落選したが、翌年の選挙で返り咲いた。
1982年12月に委員長飛鳥田一雄の下で日本社会党書記長に就任するも、狭心症の持病を抱えており、在職中の1983年2月9日、心不全のため、搬送先の東邦大学附属病院で死去した。61歳没。同年3月8日、特旨を以て位記を追賜され、死没日付をもって正三位に叙され、勲一等旭日大綬章を追贈された。後任は置かず、田邊が平林の書記長代行を務めた。追悼演説は同年3月22日、衆議院本会議で自民党幹事長として交流を持った二階堂進により行われた。
そのハンサムな容姿から、「社会党のグレゴリー・ペック」と呼ばれた。

## 著作
- 編著 『連合時代をめざして － 国会討論会の記録』湘風会、1977年。
- 松浦利尚との共著『買占め商社』学陽書房、1973年。